# 후타가미촌
후타가미촌(二上村)은 도야마현 이미즈군에 설치되었던 촌이다. 현재의 다카오카시에 해당한다.

## 역사
- 1889년 4월 1일 - 정촌제 시행에 의해 이미즈군 후타가미촌이 성립하였다.
- 1925년 - 다카오카시 도시계획구역으로 지정됨되었다.
- 1933년 8월 1일 - 다카오카시에 편입되었다.